# Shidaisaurus
Shidaisaurus („ještěr společnosti Ťin-Š'-taj/Jin-Shidai (Zlatý věk)“) byl rod vývojově primitivního tetanurního teropodního dinosaura z čeledi Metriacanthosauridae. Fosilie tohoto dravého dinosaura byly objeveny v sedimentech z období střední jury v provincii Jün-nan v Číně. Holotyp má katalogové označení DML-LCA 9701-IV a postrádá většinu ocasních obratlů, žeber, ramenního pletence a kostí končetin.

## Historie objevu
Shidaisaurus byl popsán čínským paleontologem Wuem a jeho kolegy v roce 2009. Typovým druhem je S. jinae, pojmenovaný podle společnosti Ťin-Š'-taj (angl. Jin-Shidai; "Zlatý věk"), která těží nerosty v okolí lokality nálezu.

## Rozměry
Tento středně velký teropod dosahoval délky kolem 6 metrů a hmotnosti asi 700 kilogramů. Podle jiných odhadů vážil při délce asi 7,1 metru zhruba 950 kilogramů.